# زمین‌سنجان بوآرمینی
زمین‌سنجان بوآرمینی (نام علمی: Boarmiini) نام یک تبار از زیرخانواده زمین‌سنجان انومینا است.